# Legionella anisa
Legionella anisa (лат.) — вид бактерий рода легионелл. Этот вид является вторым наиболее часто выделяемым из образцов воды после Legionella pneumophila. Один из патогенных для человека видов легионелл, связанный с редкими формами заболеваний, особенно Понтиакской лихорадки и легионеллёза.

## История
Этот вид был впервые выделен из воды во время вспышки внутрибольничной инфекции в Соединённых Штатах между мартом 1980 и июнем 1981 года. Серологический тип штамма L. anisa — WA-316-C3 (ATCC 35292).
Первым документально засвидетельствованным случаем заболевания, вызванного этой бактерией была пневмония у пациентки в штате Виктория (Австралия). Подобно другим видам рода Legionella не была показана возможность передачи данной бактерии от человека к человеку.

## Характеристика
Как и другие виды рода легионелл, Legionella anisa тонкая, аэробная, плеоморфная (изменяющая форму), имеющая жгутик, не спороформная, грамотрицательная бактерия. Отличительной чертой является способность колоний излучать сине-белый автофлюоресцентный свет под ультрафиолетовой лампой. Таким образом, Legionella anisa вместе с несколькими другими видами Legionella иногда называют «Сине-белой легионеллой».

## Обнаружение
Legionella anisa обычно обнаруживается, используя те же методы культивирования, что и другие виды рода Legionella. Однако некоторые исследования предполагают, что L. anisa может требовать ко-культивирования с амёбами, что увеличивает шансы на обнаружение загрязнения этими бактериями. Более широкое использование этого метода может изменить имеющуюся картину распространения этой бактерии в окружающей среде и в клинике.
Аналитические методы, на основании геномных проб, могут быть особенно полезными в случае L. anisa, так как в исследовании изолятов из Франции указывает на то, что геномные вариации у этого вида более ограничены, чем у других видов Legionella. Вдобавок, такие методы позволяют значительно уменьшить время, необходимое для получения результата.

## Симптомы
Инфекция может проходить бессимптомно и поражает в основном дыхательную систему. Ранние симптомы включают жар, насморк, головную боль, одышку, кашель, тупую и острую мышечную боль, слабость, потерю аппетита, мокроту с кровью, тошноту, раздражение или воспаление носа, горла и лёгких.
Большинство людей, вдохнувших бактерию, не заболевают. Риск заболеть возрастает с возрастом, у курильщиков, а также людей с ослабленной иммунной системой. Многонациональное исследование показало, что менее 3 % из зарегистрированных инфекций легионеллой вызваны L. anisa.

## Дополнительные ссылки
- Public Health England Culture Collection — Legionella anisa.
- Right Diagnosis — Legionella anisa infection.